# Prionostemma farinae
Prionostemma farinae is een hooiwagen uit de familie Sclerosomatidae.